# Efeito de líder de torcida
O efeito de líder de torcida, também conhecido como efeito de atratividade em grupo, é o viés cognitivo que faz com que pessoas pensem que indivíduos são mais atraentes quando estão em grupo. O termo foi respaldado pela pesquisa de Drew Walker e Edward Vul (2013) e van Osch et al. (2015).

## Na mídia
A frase foi cunhada pelo personagem ficcional Barney Stinson (Neil Patrick Harris) em "Not a Father's Day", um episódio da série televisiva How I Met Your Mother, exibido pela primeira vez em novembro de 2008. Barney aponta para seus amigos um grupo de mulheres que inicialmente parecem atraentes, mas que são todas consideradas não atraentes quando examinadas individualmente. Isso é pontuado novamente por dois outros personagens, Ted Mosby (Josh Radnor) e Robin Scherbatsky (Cobie Smulders), mais tarde no episódio, que observam que alguns dos amigos de Barney também só parecem atraentes quando estão em um grupo.

## Estudo

### Estudo de 2013
Em cinco estudos de Walker e Vul (2013), os participantes avaliaram a atratividade de rostos masculinos e femininos quando mostrados em uma foto de grupo e em uma foto individual, com a ordem das fotografias randomizadas. As pessoas fotografadas obtiveram pontuações mais altas para suas fotos em grupo.
Esse efeito ocorre com grupos de gênero masculino, feminino e misto, e grupos pequenos e grandes. O efeito ocorre na mesma medida com grupos de quatro e 16 pessoas. Os participantes dos estudos olharam mais para as pessoas atraentes do que para as não atraentes do grupo. O efeito não ocorre porque as fotos em grupo dão a impressão de que os indivíduos têm mais inteligência social ou emocional: isso foi demonstrado por um estudo que utilizou fotos individuais agrupadas em uma única imagem, em vez de fotos tiradas de pessoas em grupo .

#### Explicação proposta
Drew Walker e Edward Vul propuseram que este efeito surge devido à interação de três fenômenos cognitivos:
1. O sistema visual humano toma "representações conjuntas" de rostos em um grupo.
2. A percepção dos indivíduos é enviesada para esta média.
3. Rostos médios são mais atraentes, talvez devido à "tendência de inexistência de peculiaridades não atraentes".[4]

Quando todos esses três fenômenos são tomados juntos, os rostos individuais parecerão mais atraentes em um grupo, pois parecem mais semelhantes ao rosto médio do grupo, que é mais atraente do que os rostos individuais dos membros.

### Estudo de 2015
Um estudo de 2015 de van Osch et al. confirmou os resultados obtidos por Walker e Vul.

#### Explicação proposta
A equipe de pesquisa ofereceu duas explicações diferentes para o efeito de atratividade em grupo:
1. Atenção seletiva para membros atraentes do grupo.
2. O princípio Gestalt de similaridade.

Eles afirmam que a atenção seletiva se ajusta melhor aos dados coletados.

### Controvérsia
Uma replicação de 2015 do estudo de Walker e Vul não mostrou resultados significativos para o efeito de atratividade em grupo. A equipe de pesquisa levantou a hipótese de que isso pode ser devido a diferenças culturais, já que o estudo de replicação foi realizado no Japão.

## Sítios externos
- May, Cindi (3 de dezembro de 2013). «The Cheerleader Effect». Scientific American. Consultado em 5 de dezembro de 2015 Artigo sobre o estudo de 2013 de Walker e Vul.